# Sesóstris II
Caqueperré Sesóstris II ou Senusrete II (em egípcio: Ḫˁ-ḫpr-Rˁ S(j)-n-Wsrt) foi o quarto faraó da XII dinastia egípcia, tendo governado entre 1 895 e 1 878 a.C.. Ele era filho de seu antecessor Amenemés II. É significativo que Sesóstris II estava no poder na época em que o nomarca de Beni Haçane deu as boas-vindas ao chefe semita Abisa em sua cidade, um evento que foi celebrado nos murais de Beni-Haçane.

## Reinado

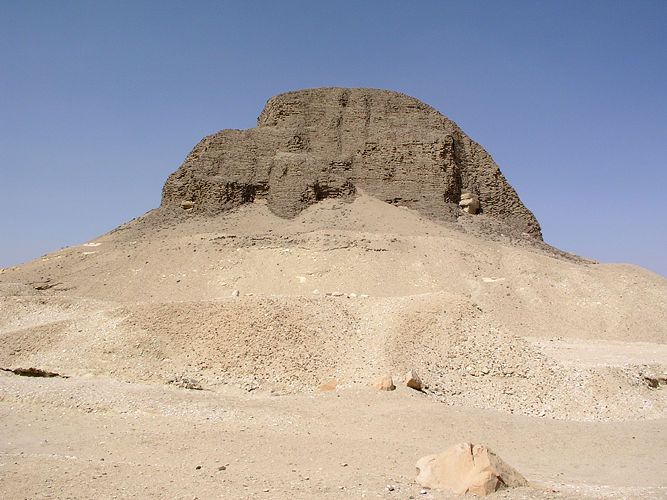
Pirâmide de Sesóstris II em el-Laum.

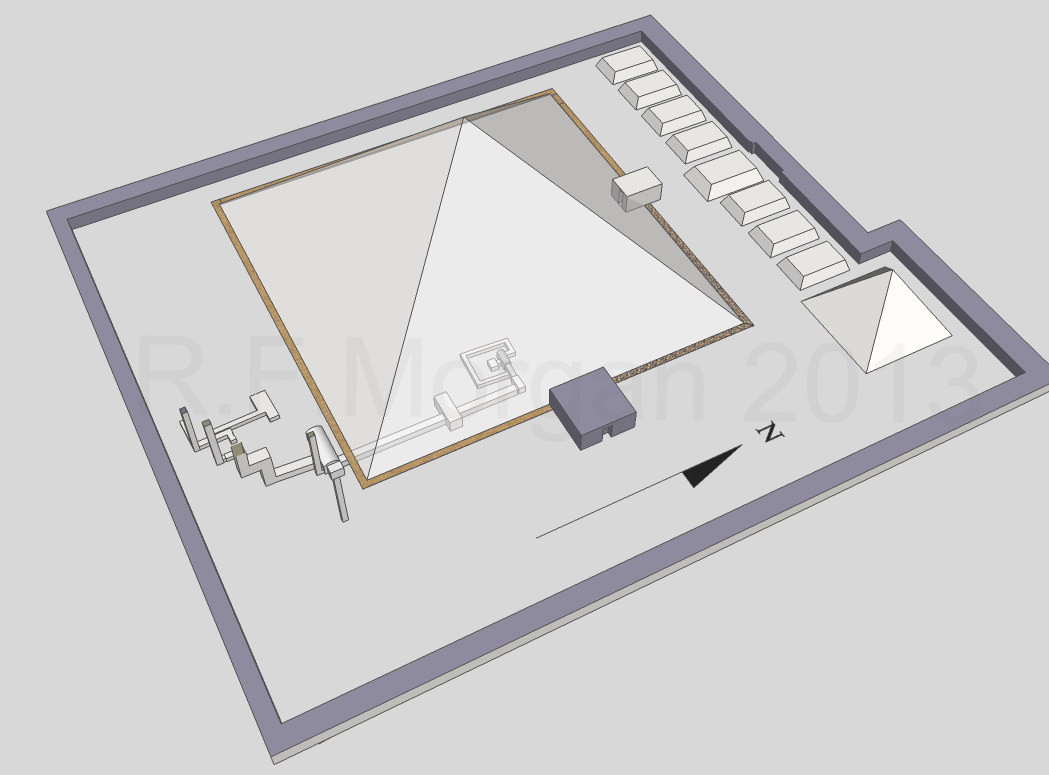
Planta da Pirâmide de Sesóstris II.

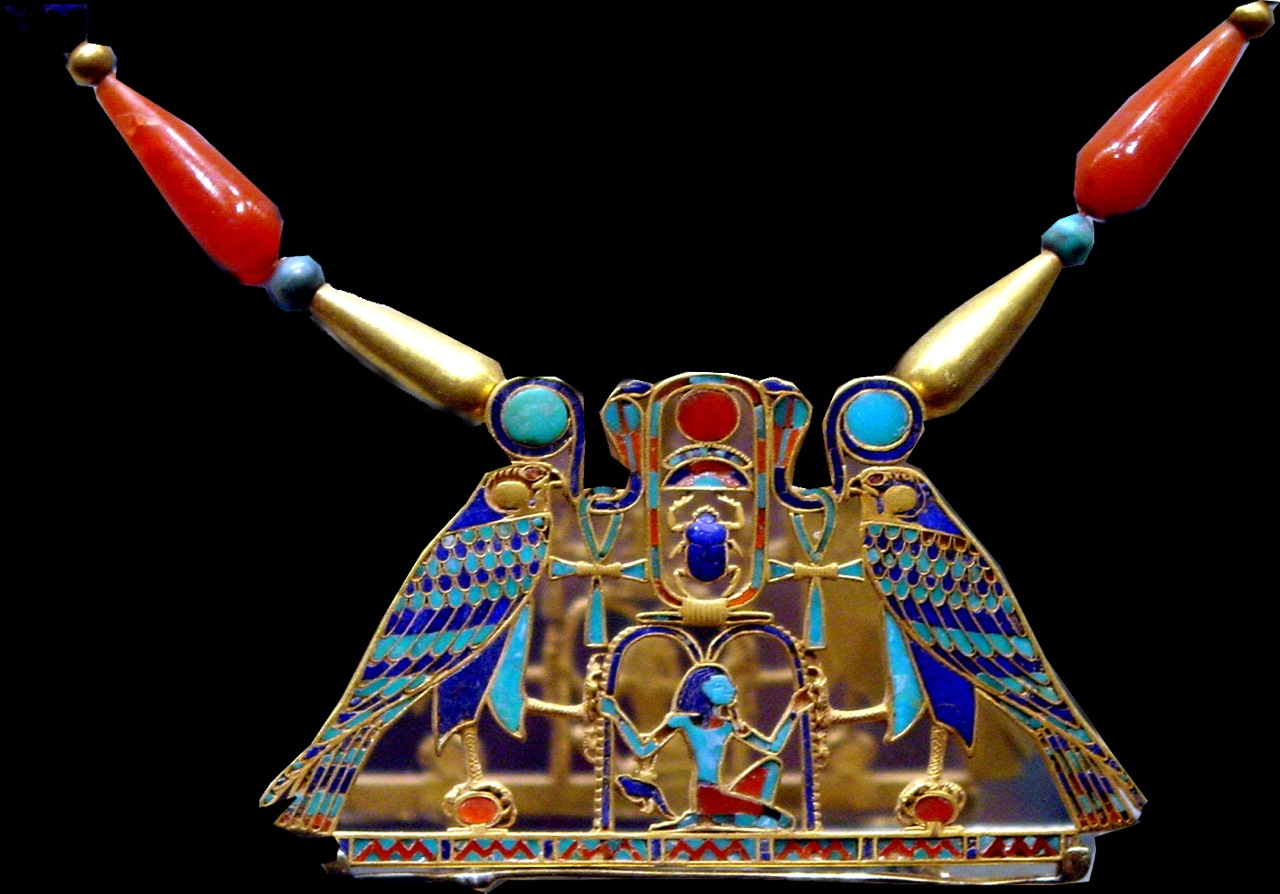
Peitoral de Sesóstris por John Campana.

Seguindo a prática estabelecida de sua dinastia, Sesostris passou três anos como co-regente de seu pai Amenemés II. No primeiro ano deste período, uma expedição comercial a Punte (na costa leste da África) registrou sua viagem nas rochas do porto egípcio do Mar Vermelho.
No início do reinado único de Sesóstris, as fortalezas da Baixa Núbia, construídas pelo avô do rei, foram inspecionadas e, no ano 6, o forte de Aniba, perto da região de mineração de ouro da Núbia, foi reconstruído. Conforme atestado por estelas e inscrições comemorativas, diorito, cobre e possivelmente ametistas foram extraídos em vários locais na Núbia. As inscrições no Sinai indicam que os mineiros do rei também atuavam lá.
Os contatos com a Palestina e a Síria também foram mantidos, como mostra a cena de comerciantes asiáticos em uma tumba provincial em Beni Haçane, no Oriente Médio. Durante este reinado, a família nobre neste local aumentou sua influência por meio de casamentos mistos com potentados vizinhos.
A maior conquista de Sesóstris foi o início do desenvolvimento de Al-Faium, a área rica perto da residência real. Lá, onde o lago em Al-Faium recebia seu afluxo de um riacho do Nilo, o rei construiu um sistema hidráulico projetado para regular o nível do lago e recuperar parcialmente o solo pantanoso ao redor de suas margens. O projeto foi posteriormente ampliado amplamente por Amenemés III.
Perto de Al-Laum, Sesóstris II construiu sua própria pirâmide, que exibe grande habilidade; parte da aldeia dos trabalhadores sobreviveu, produzindo evidências de planejamento urbano e documentos que revelam algo sobre as condições sociais do Egito.